# 格明德
格明德是德国莱茵兰-普法尔茨州的一个市镇。总面积2.83平方公里，总人口13人，其中男性5人，女性8人（2011年12月31日），人口密度5人/平方公里。